# 주비아스코역
주비아스코역(이탈리아어: Stazione di Giubiasco)은 스위스 티치노주 벨린초나 시정촌에 있는 기차역이다. 역은 벨린초나와 루가노 사이의 스위스 연방 철도 고트하르트 철도에 있으며 로카르노로 가는 분기점에 있는 루이노-벨린초나 철도와의 교차점이다.
주비아스코역의 남쪽에 있는 고트하르트 철도의 본선은 몬테 체네리 고개 아래 몬테 체네리 터널까지 오르기 시작하여 고트하르트 터널을 떠난 이후 따라온 티치노강 계곡을 떠나 루가노 호수로 향한다. 몬테 체네리를 가로지르는 가파른 선은 루가노로 직행하는 체네리 베이스 터널 (2020년 12월 개통)을 이용하는 고속철도 또는 대형 화물 열차에는 적합하지 않다.
주요 분기점인 주비아스코에는 여러 화물 트랙과 함께 4개의 승차장 트랙을 제공하는 2개의 섬 플랫폼이 있다. 그러나 모든 장거리 열차는 정차하지 않고 역을 통과하여 북쪽으로 한 정거장 떨어진 벨린초나역에서 운행한다.

## 운행편
2021년 12월 시간표 변경에 따라 주비아스코에서 다음 서비스가 정차한다.
- S10 / S50: 비아스카와 멘드리시오 사이에 30분 간격 운행 / 키아소, 코모 산조반니, 또는 말펜사 공항 터미널2는 매시간 운행
- S20: 카스티오네-아르베도와 로카르노는 30분 간격 운행.
- S90: 루가노는 30분 간격 운행 / 멘드리시오는 매시간 운행.